# Strophius mendax
Strophius mendax là một loài nhện trong họ Thomisidae.
Loài này thuộc chi Strophius. Strophius mendax được Cândido Firmino de Mello-Leitão miêu tả năm 1929.